# Бирчак, Владимир Иванович
Владимир Иванович Бирчак (1881—1952) — украинский писатель, литературовед, воин УСС, делегат Украинской Национальной Рады  ЗУНР (от УСДП) в 1918, деятель Пласта в Ужгороде, в частности, председатель Краевой пластовой старшины Закарпатья, руководитель Украинского эвакуационной комиссии после оккупации Карпатской Украины (до 30.04.1939 г.).

## Биография
Родился в семье греко-католического священника. Окончил гимназию, затем изучал философию и литературу в Львовском университете. Был членом литературного кружка «Молодая муза». Затем работал в Дрогобычской (учитель греческого и украинского языков до 1 ноября 1918 года) и Самбирской гимназиях. Был действительным членом Научного общества имени Шевченко, печатался в Записках НОШ.
Во время Первой мировой войны оказался в рядах Украинских Сечевых Стрельцов, имел звание старшины. Избирался делегатом Украинской Национальной Рады ЗУНР (от УСДП) в 1918 году. После поражения украинского освободительного движения спасся от большевиков, выехав в Одессу вместе с немецкими пленными.

### Закарпатский период
В 1920 переехал в Ужгород, где начал преподавать украинскую литературу в гимназии. Принимал активное участие в общественной и культурной жизни украинского Закарпатья, в том числе был одним из организаторов закарпатского Пласта. Входил в редакционную коллегию газеты «Пластун». Также написал несколько учебников для украинских школ.
После предоставления Подкарпатской Руси автономии в составе Чехословакии, Бирчак имел свое видение возможности восстановления независимой Украины именно из Закарпатья. Это отражено в его разговоре с Уласом Самчуком конце сентября 1938 года в Ужгороде. Как все националисты, Улас Самчук считал Карпатскую Украину началом восстановления независимой Украины, однако беспартийный Владимир Бирчак исходил из объективных условий: Карпатская Украина может быть только завершением, а не началом этого процесса создания государства.
После оккупации венграми Закарпатья 15 марта 1939 полномочные карпатско-украинского представители оставили край через полтора месяца после начала агрессии. До 30 апреля 1939 года в Хусте официально действовала Украинская эвакуационная комиссия во главе с Владимиром Бирчаком. После чего он выехал в Прагу.

### Арест и версии гибели
В 1945 вернулся в Ужгород,  где был арестован. После ареста судьба неизвестна.
Версии гибели
- По версии Степана Папа, убит в тюрьме Ужгорода в 1945.
- По версии ряда исследователей: 11 января 1946 осужден Закарпатским областным судом за украинский буржуазный национализм, как немецкий и чехословатский шпион. Умер в одном из лагерей Краснодарского края.

Реабилитирован в 1990 году.